# Oskulační dráha

Oskulační dráha (vnitřní, černá) a perturbovaná oběžná dráha (červená); perturbace jsou způsobeny dalším tělesem, jehož pohyb je vyznačen v pravé části obrázku šedě.

V astronomii, konkrétně v  nebeské dynamice (nebo v astrodynamice), se pojmem oskulační dráha daného tělesa v určitý čas označuje gravitační keplerovská dráha kolem centrálního tělesa, po které by se pohybovalo obíhající těleso, pokud by nedocházelo ke gravitačním poruchám kvůli působení dalších těles.
Jde o dráhu, která odpovídá momentálním stavovým vektorům (poloze a rychlosti).

## Etymologie
Latinské slovo osculate znamená „políbit“. V matematice dvě křivky v určitém bodě oskulují, pokud se pouze dotýkají, mají v tomto bodě stejnou tečnu.

## Keplerovy elementy
Oskulační dráha a poloha tělesa na ní mohou být plně popsány pomocí šesti standardních Keplerových dráhových elementů, které lze snadno spočítat, jakmile je známa poloha tělesa a jeho rychlost vzhledem k centrálnímu tělesu.
Bez přítomnosti perturbací by tyto elementy zůstávaly stále stejné. Skutečné oběžné dráhy jsou však ovlivňované perturbacemi, které způsobují (někdy i velmi rychlé) změny dráhových elementů.

## Perturbace
Perturbace, které mění oběžnou dráhu tělesa, mohou vzniknout kvůli:
- Nekulové části centrálního tělesa (pokud centrální těleso nemá sféricky symetrické rozdělení hmoty).
- Další těleso nebo tělesa, jehož/jejichž gravitace má vliv na oběžnou dráhu, například působení Měsíce na tělesa obíhající Zemi.
- Relativistické korekci; nejznámějším případem je stáčení perihelia Merkuru
- Jiné než gravitační síle působící na obíhající těleso, například silám vznikajícím:
  - tahem raketového motoru
  - uvolněním nebo vytečením materiálu
  - srážkami s dalšími tělesy
  - odporem atmosféry
  - tlakem záření
  - tlakem slunečního větru
- Jarkovského efekt

## Parametry
Dráhové parametry tělesa mohou být, pokud jsou vyjádřeny ve vztahu k neinerciální vztažné soustavě, odlišné, než když jsou vyjádřeny ve vztahu k (nerotující) inerciální vztažné soustavě.